# منم که دیده به دیدار دوست کردم باز
غزلی با مطلعِ «منم که دیده بدیدار دوست کردم باز» غزل شمارهٔ ۲۵۹ از دیوانِ حافظ در تصحیحِ محمد قزوینی و قاسم غنی است.

## در اجراها
این غزل توسط بنان در برنامهٔ شمارهٔ ۲۵۶ گل‌های رنگارنگ در دستگاه شور خوانده شده. حسین قوامی نیز این غزل را در برنامهٔ شمارهٔ ۲۲۹ برگ سبز در دستگاه سه‌گاه خوانده.